# Деєшть (комуна)
Деєшть, Деєшті (рум. Dăești) — комуна у повіті Вилча в Румунії. До складу комуни входять такі села (дані про населення за 2002 рік):
- Бебуєшть (129 осіб)
- Деєшть (998 осіб)
- Синботін (717 осіб)
- Феделешою (1000 осіб)

Комуна розташована на відстані 159 км на північний захід від Бухареста, 10 км на північ від Римніку-Вилчі, 107 км на північний схід від Крайови, 108 км на південний захід від Брашова.

## Населення
За даними перепису населення 2002 року у комуні проживали 2844 особи. Усі жителі комуни рідною мовою назвали румунську.
Національний склад населення комуни:
| Національність | Кількість осіб | Відсоток |
| -------------- | -------------- | -------- |
| румуни         | 2813           | 98,9%    |
| цигани         | 30             | 1,1%     |
| угорці         | 1              | < 0,1%   |

Склад населення комуни за віросповіданням:
| Релігія       | Кількість осіб | Відсоток |
| ------------- | -------------- | -------- |
| православні   | 2830           | 99,5%    |
| бретрени      | 5              | 0,2%     |
| п'ятдесятники | 3              | 0,1%     |
| римо-католики | 1              | < 0,1%   |
| реформати     | 1              | < 0,1%   |